# Dürneck
Dürneck ist ein Stadtteil der Großen Kreisstadt Freising im oberbayerischen Landkreis Freising.

## Lage
Der Weiler Dürneck liegt südlich von Freising am Rand der Isarauen. Die etwa 20 Häuser liegen verteilt auf beiden Seiten der Staatsstraße 2350 (ehemalige Bundesstraße 11). Bei der Gemeindebildung 1818 wurde Dürnast Teil der Gemeinde Pulling. Die Gemeinde wurde 1978 in die Stadt Freising eingegliedert.